# Jan Asselijn

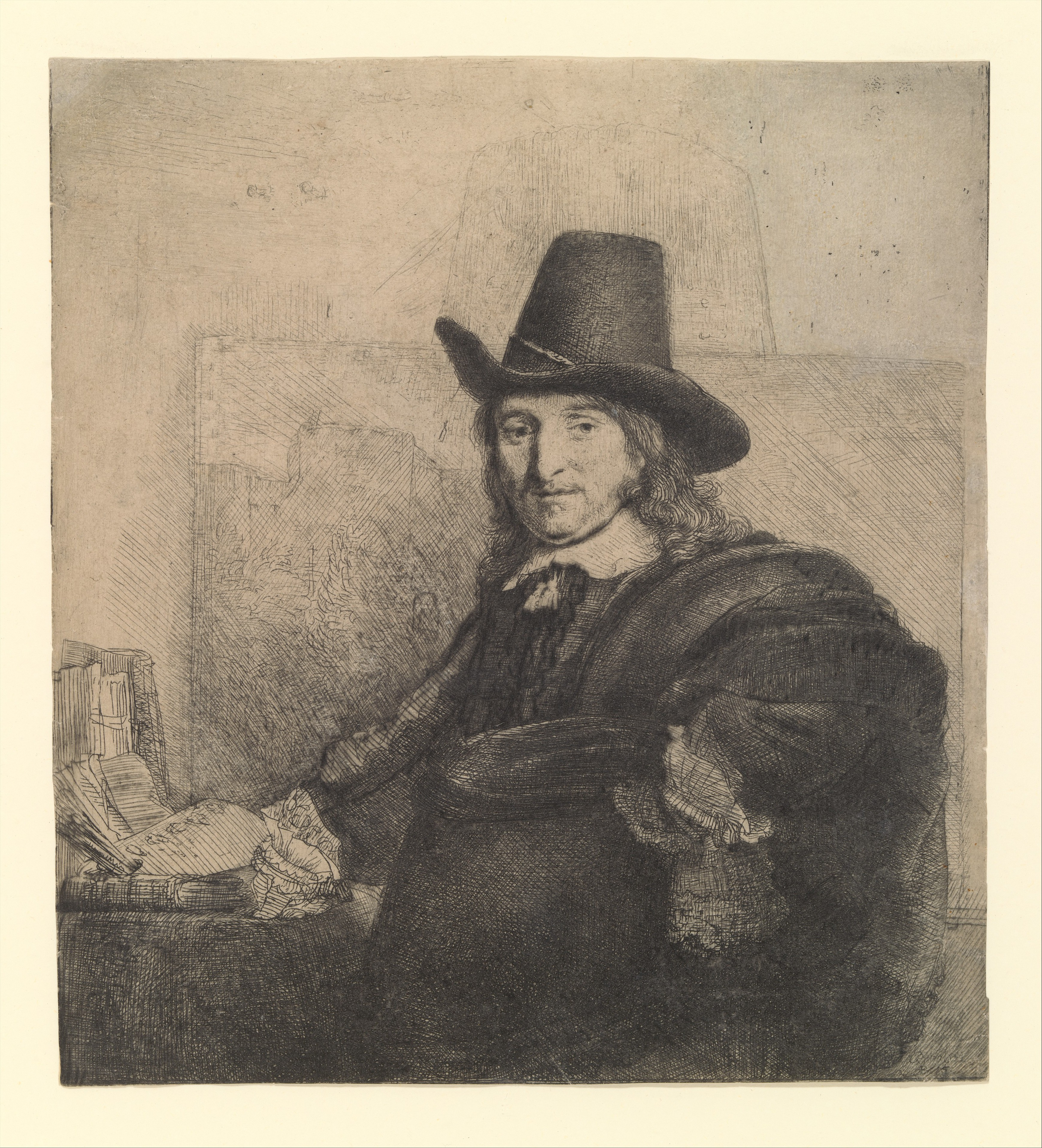
Jan Asselijn

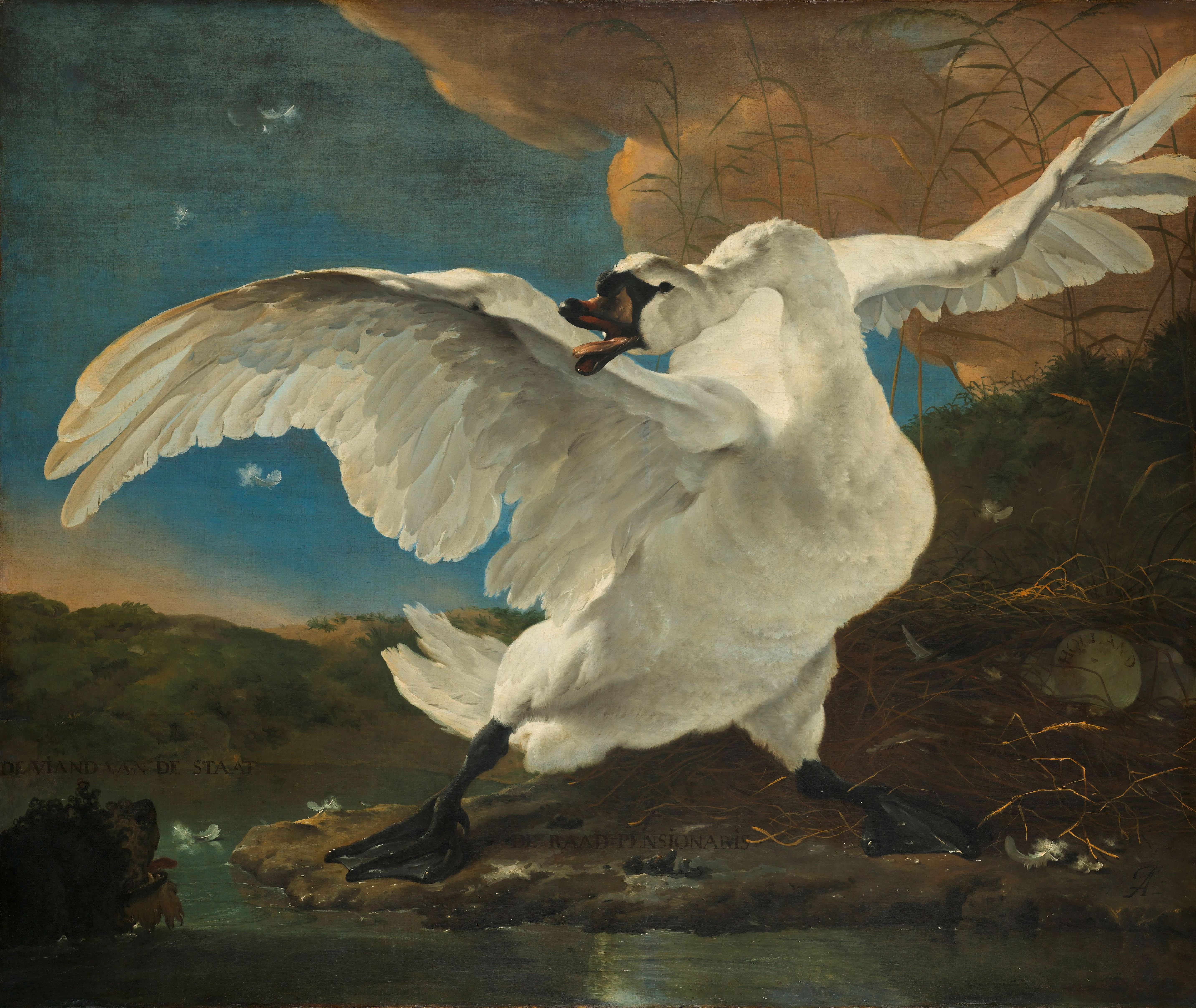
Der bedrohte Schwan (vor 1652)

Jan Asselijn (* um 1610 in Dieppe, Frankreich; † 28. September 1652 in Amsterdam), wegen seiner verwachsenen Hand Krabbetje („Kleine Krabbe“) genannt, war ein niederländischer Landschafts- und Historienmaler französischer Herkunft, der sich auch auf Schlachten- und Tiermalerei verstand.
1621 zog Asselijns Familie von Dieppe in Frankreich nach Amsterdam in den Niederlanden. Asselijn war Schüler von Esaias van de Velde. Er hielt sich ab 1635 rund sieben Jahre in Rom auf, wo er der Schilderbent, einer niederländischen Malervereinigung, angehörte und Pieter van Laer sein Vorbild in Behandlung der Figuren und Claude Lorrain der Landschaft wurde. Auch in Florenz ist Asselijn nachgewiesen, wo er vor 1640 den jungen Jacques Courtois erstmals in der Schlachtenmalerei unterwies und bedeutenden Einfluss auf diesen ausübte. Um 1645 erfolgte seine Rückkehr über Frankreich nach Holland. 
Zusammen mit Jan Both und Jan Baptist Weenix wird er zu den wichtigsten Vertretern der sogenannten „Holländischen Italien-Fahrer“ (Dutch Italianates oder Nederlandse Italianisanten) gezählt. Das Gemälde Der bedrohte Schwan ist eines seiner bekanntesten Werke; es wurde oft als ein Symbol der nationalen Wehrhaftigkeit angesichts der Englisch-Niederländischen Seekriege gesehen. Dafür sprechen auch die Texte, die spätere Besitzer auf dem Gemälde anbrachten. Hirtenjunge und Herde am Wasser ist ebenfalls ein von Asselyn geschaffenes Gemälde.
1652 trat Asselijn der Amsterdamer Bürgerschaft bei. Er starb im selben Jahr. Sein Bruder war Thomas Asselijn.